# Rajko Fajt
Rajko Fajt, slovenski inženir elektrotehnike in politik, * 6. december 1959.
Od leta 2007 je član Državnega sveta Republike Slovenije.